# Niu Jianfeng
Niu Jianfeng (chinesisch 牛劍鋒 / 牛剑锋, Pinyin Niú Jiànfēng; * 3. April 1981 in Baoding, Hebei) ist eine chinesische Tischtennisspielerin, die mehrmals die Asienmeisterschaft und bei den Olympischen Spielen 2004 die Bronzemedaille im Doppel gewann.

## Werdegang
Niu Jianfengs erster internationaler Erfolg war der Gewinn der Jugend-Asienmeisterschaft 1997 im Einzel und mit der Mannschaft. Diesen Erfolg, Asienmeisterin im Einzel und im Team, wiederholte sie 2003 bei den Erwachsenen. 2005 erreichte sie im Einzel das Halbfinale und im Doppel mit Guo Yue das Endspiel.
Von 2001 bis 2005 wurde sie viermal für Weltmeisterschaften nominiert. 2004 holte sie mit der chinesischen Mannschaft Gold, 2003 und 2005 Silber im Doppel mit Guo Yue. Im Mixed mit Qin Zhijian gelangte sie 2003 ins Halbfinale.
Mehrere Erfolge verzeichnete sie auch bei den Pro Tour Grand Finals. Hier wurde sie dreimal Erster, nämlich 2002 im Doppel mit Li Jia sowie 2003 im Einzel und im Doppel mit Guo Yue. Auf Platz zwei kam sie 2001 und 2004 im Einzel und 2004 im Doppel mit Guo Yue.
Ein großer Erfolg war der Gewinn der Bronzemedaille im Doppel mit ihrer Stammpartnerin Guo Yue bei den Olympischen Sommerspielen 2004 in Athen.
In der ITTF-Weltrangliste wurde Niu Jianfeng im Dezember 2004 und in den meisten Monaten von 2005 auf Platz zwei geführt. Nach 2007 trat sie international nicht mehr in Erscheinung.
2010 studierte sie an der Sport-Universität Peking und betrieb eine Tischtennis-Schule.

## Turnierergebnisse
Quelle: ITTF-Datenbank
| Verband | Veranstaltung                      | Jahr | Ort             | Land | Einzel        | Doppel        | Mixed         | Team |
| ------- | ---------------------------------- | ---- | --------------- | ---- | ------------- | ------------- | ------------- | ---- |
| CHN     | Asienmeisterschaft ATTU            | 2005 | Jeju-do         | KOR  | Halbfinale    | Silber        |               |      |
| CHN     | Asienmeisterschaft ATTU            | 2003 | Bangkok         | THA  | Gold          |               |               | 1    |
| CHN     | Asienspiele                        | 2002 | Busan           | KOR  |               |               |               | 2    |
| CHN     | Asienmeisterschaft ATTU (Junioren) | 1997 | Sanagi Goa      | IND  | Gold          |               |               | 1    |
| CHN     | Olympische Spiele                  | 2004 | Athen           | GRE  | letzte 16     | Bronze        |               |      |
| CHN     | Pro Tour                           | 2007 | Toulouse        | FRA  | letzte 32     |               |               |      |
| CHN     | Pro Tour                           | 2007 | Salwa Cup       | KUW  | Viertelfinale | Viertelfinale |               |      |
| CHN     | Pro Tour                           | 2007 | Doha            | QAT  | Halbfinale    | Viertelfinale |               |      |
| CHN     | Pro Tour                           | 2005 | Doha            | QAT  | Halbfinale    | Gold          |               |      |
| CHN     | Pro Tour                           | 2004 | Wels            | AUT  | Gold          | Silber        |               |      |
| CHN     | Pro Tour                           | 2004 | Leipzig         | GER  | Gold          | Gold          |               |      |
| CHN     | Pro Tour                           | 2004 | Kobe            | JPN  | Silber        | Gold          |               |      |
| CHN     | Pro Tour                           | 2004 | Singapur        | SIN  | Halbfinale    | Gold          |               |      |
| CHN     | Pro Tour                           | 2004 | Pyeongchang     | KOR  | Silber        | letzte 16     |               |      |
| CHN     | Pro Tour                           | 2004 | Athen           | GRE  | letzte 16     | Gold          |               |      |
| CHN     | Pro Tour                           | 2003 | Malmö           | SWE  | Halbfinale    | Gold          |               |      |
| CHN     | Pro Tour                           | 2003 | Aarhus          | DEN  | letzte 64     | Gold          |               |      |
| CHN     | Pro Tour                           | 2003 | Bremen          | GER  | Halbfinale    | Silber        |               |      |
| CHN     | Pro Tour                           | 2003 | Kobe            | JPN  | Halbfinale    | Gold          |               |      |
| CHN     | Pro Tour                           | 2003 | Guangzhou       | CHN  | Halbfinale    | Halbfinale    |               |      |
| CHN     | Pro Tour                           | 2003 | Jeju-Si         | KOR  | Halbfinale    | Gold          |               |      |
| CHN     | Pro Tour                           | 2003 | Croatia         | HRV  | Silber        | Viertelfinale |               |      |
| CHN     | Pro Tour                           | 2002 | Eindhoven       | NED  | Gold          | Gold          |               |      |
| CHN     | Pro Tour                           | 2002 | Magdeburg       | GER  | Halbfinale    | Gold          |               |      |
| CHN     | Pro Tour                           | 2002 | Fort Lauderdale | USA  | Halbfinale    | Silber        |               |      |
| CHN     | Pro Tour                           | 2002 | Qingdao City    | CHN  | Silber        | Viertelfinale |               |      |
| CHN     | Pro Tour                           | 2002 | Doha            | QAT  | Viertelfinale | Gold          |               |      |
| CHN     | Pro Tour                           | 2001 | Rotterdam       | NED  | Viertelfinale | Gold          |               |      |
| CHN     | Pro Tour                           | 2001 | Fort Lauderdale | USA  | Gold          | Gold          |               |      |
| CHN     | Pro Tour                           | 2001 | Hainan          | CHN  | letzte 16     | Gold          |               |      |
| CHN     | Pro Tour                           | 2001 | Zagreb          | HRV  | Halbfinale    | Gold          |               |      |
| CHN     | Pro Tour                           | 2000 | Umeå            | SWE  | Halbfinale    | Gold          |               |      |
| CHN     | Pro Tour                           | 2000 | Warschau        | POL  | Viertelfinale | Viertelfinale |               |      |
| CHN     | Pro Tour                           | 2000 | Chang Chun City | CHN  | letzte 16     | Viertelfinale |               |      |
| CHN     | Pro Tour                           | 1999 | Karlskrona      | SWE  | letzte 16     | Viertelfinale |               |      |
| CHN     | Pro Tour                           | 1999 | Lievin          | FRA  | letzte 32     | letzte 16     |               |      |
| CHN     | Pro Tour                           | 1999 | Guilin          | CHN  | Viertelfinale | Viertelfinale |               |      |
| CHN     | Pro Tour                           | 1997 | Lyon            | FRA  | Viertelfinale | Viertelfinale |               |      |
| CHN     | Pro Tour                           | 1997 | Kalmar          | SWE  | letzte 16     | Viertelfinale |               |      |
| CHN     | Pro Tour                           | 1997 | Linz            | AUT  | Viertelfinale |               |               |      |
| CHN     | Pro Tour                           | 1997 | Belgrad         | YUG  | Gold          | letzte 16     |               |      |
| CHN     | Pro Tour Grand Finals              | 2004 | Peking          | CHN  | Silber        | Silber        |               |      |
| CHN     | Pro Tour Grand Finals              | 2003 | Guangzhou       | CHN  | Gold          | Gold          |               |      |
| CHN     | Pro Tour Grand Finals              | 2002 | Stockholm       | SWE  | Halbfinale    | Gold          |               |      |
| CHN     | Pro Tour Grand Finals              | 2001 | Hainan          | CHN  | Silber        | Viertelfinale |               |      |
| CHN     | Weltmeisterschaft                  | 2005 | Shanghai        | CHN  | Viertelfinale | Silber        | Viertelfinale |      |
| CHN     | Weltmeisterschaft                  | 2004 | Doha            | QAT  |               |               |               | 1    |
| CHN     | Weltmeisterschaft                  | 2003 | Paris           | FRA  | Viertelfinale | Silber        | Halbfinale    |      |
| CHN     | Weltmeisterschaft                  | 2001 | Osaka           | JPN  | Viertelfinale | keine Teiln.  | keine Teiln.  |      |
| CHN     | World Cup                          | 2004 | Hangzhou        | CHN  | 9.–12. Platz  |               |               |      |
| CHN     | World Cup                          | 2003 | Hong Kong       | HKG  | Silber        |               |               |      |
| CHN     | World Cup                          | 2002 | Singapur        | SIN  | 5.–8. Platz   |               |               |      |